# 기로 (1972년 영화)
"기로"는 1972년 공개된 대한민국의 영화이다.

## 배역
- 신영균
- 윤정희
- 전계현